# Excelsior Mouscron
Excelsior Mouscron (flamsk: Excelsior Moeskroen) var en belgisk fodboldklub med hjemsted i Mouscron. Klubben spillede i en periode i den bedste belgiske række. Klubben gik imidlertid konkurs i 2009. Resterne af klubben fussionerede med RRC Péruwelz og dannede Royal Excel Mouscron.
Den danske fodboldspiller Marc Nygaard spillede i sæsonen 2002-03 for Excelsior Mouscron.
- Wikimedia Commons har flere filer relateret til Excelsior Mouscron

| Sport | Spire Denne artikel om sport er en spire som bør udbygges. Du er velkommen til at hjælpe Wikipedia ved at udvide den. |